# Kršćanski rock
Kršćanski rock (eng. Christian rock) je podvrsta rock glazbe, koja uglavnom obuhvaća rock glazbu s kršćanskom porukom. Pjesme sadrže stihove koje se fokusiraju na pitanja kršćanske vjere, često s naglaskom na Isusa, a obično ih izvode kršćani.

## Obilježja
Neke grupe izvode glazbu koja je pod utjecajem kršćanske vjere, ali smatraju da im je publika šira javnost. Naprimjer, Bono iz grupe U2, spaja mnoge elemente duhovnosti i vjere u stihove, ali se sastav ne obilježava „kršćanskim”.
Neki rock umjetnici poput Switchfoota navode da nisu „kršćanski sastavi”, ali imaju članove kršćane i ponekad im stihovi, odnosno pjesme sadrže utjecaj religije. Sastavi poput Underoatha, Blessthefalla i Haste the Daya pripajuju simbolizam i kršćanske poruke neizravno, za razliku od grupa kao Third Day, Kutless, Thousand Foot Krutch i Disciple koje su izravno pjevale pjesme s kršćanskim porukama, što bi se moglo iščitati i iz njihovih naziva (Third Day – Treći dan tj. Uskrs, Disciple – apostol itd.).
Prema Billboardovoj ljestvici za kraj 2014. godine, najpoznatiji glazbenici ovoga žanra su Hillsong, Lacrea, Newsboys, Casting Crowns, Mercyme, Needtobreathe, Carrie Underwood, Francesca Battistelli, Phil Wickham i Mandisa.

## Regionalne scene

### Kršćanski rock u Hrvatskoj
Među hrvatskim izvođačima kršćanskog rocka smatraju se: Božje Ovčice, October Light, Emanuel, Kristina, Zakon Neba, Emet Flare i EffaTha. Marko Perković – Thompson je također objavio nekoliko pjesama s kršćanskom tematikom, među kojima se ističu: "Početak", "Radost s' visina", "Neću izdat ja", "Maranatha", "U Bogu mom", "Gospin dom" i "Put u raj".